# Kwilmezaur
Kwilmezaur (Quilmesaurus curriei) – dinozaur z grupy teropodów (Theropoda).
Żył w okresie późnej kredy (ok. 83-65 mln lat temu) na terenach Ameryki Południowej. Długość ciała ok. 5-6 m. Jego szczątki znaleziono w Argentynie (Patagonia).
Opisany na podstawie kilku kości. Wykazuje podobieństwa do ceratozaura i ksenotarsozaura.